# British Academy Film Awards
British Academy of Film and Television Arts Awards - også betegnet BAFTA Award el. BAFTA-prisen - er en årlig prisuddeling, foretaget af British Academy of Film and Television Arts (BAFTA), som fejrer film, der er udsendt året før. 
Prisuddelingen omtales ofte som den britiske modpart til Academy Awards, bedre kendt som Oscaruddelingen. 
Den første uddeling af BAFTA-prisen fandt sted i 1947.
BAFTA uddeler også  British Academy Television Awards

## BAFTA pris-kategorier
- Bedste film (BAFTA Award for Best Film) - uddelt siden 1948
- Bedste britiske film (BAFTA Award for Best British Film) - uddelt siden 1948
- Bedste udenlandske film (BAFTA Award for Best Foreign Film) - uddelt siden 1948
- Bedste kortfilm (BAFTA Award for Best Short Film) - uddelt siden 1980
- Bedste korte animationsfilm (BAFTA Award for Best Short Animation) - uddelt siden 1990
- Bedste animationsfilm (BAFTA Award for Best Animated Film) - uddelt siden 2006
- Bedste dokumentarfilm (BAFTA Award for Best Documentary) - uddelt 1948–1989 og siden 2012
- Bedste mandlige hovedrolle (BAFTA Award for Best Actor in a Leading Role) - uddelt siden 1968
- Bedste kvindelige hovedrolle (BAFTA Award for Best Actress in a Leading Role) - uddelt siden 1968
- Bedste instruktør (BAFTA Award for Best Direction) - uddelt siden 1969
- Bedste mandlige birolle (BAFTA Award for Best Actor in a Supporting Role) - uddelt siden 1969
- Bedste kvindelige birolle (BAFTA Award for Best Actress in a Supporting Role) - uddelt siden 1969
- Bedste fotografering (BAFTA Award for Best Cinematography) - uddelt siden 1969
- Bedste lys (BAFTA Award for Best Sound) - uddelt siden 1969
- Bedste musik (BAFTA Award for Best Film Music) - uddelt siden 1969
- Bedste scenografi (BAFTA Award for Best Production Design) - uddelt siden 1969
- Bedste kostumer (BAFTA Award for Best Costume Design) - uddelt siden 1969
- Bedste klipning (BAFTA Award for Best Editing) - uddelt siden 1978
- Bedste debut af britisk forfatter, instruktør eller producer (BAFTA Award for Outstanding Debut by a British Writer, Director or Producer) - uddelt siden 1998
- Bedste visuelle effekter (BAFTA Award for Best Special Visual Effects) - uddelt siden 1983
- Bedste makeup og hår (BAFTA Award for Best Makeup and Hair) - uddelt siden 1983
- Bedste originale manuskript (BAFTA Award for Best Original Screenplay) - uddelt siden 1984
- Bedste filmatisering (BAFTA Award for Best Adapted Screenplay) - uddelt siden 1984
- Rising Star prisen (BAFTA Rising Star Award) - uddelt siden 2006

## Danske BAFTA Film Award vindere
Danske film har i seks tilfælde været nomineret som bedste film el. bedste udenlandske film, men indtil dato (2014) har kun Babettes gæstebud af Gabriel Axel opnået en BAFTA Award i kategorien bedste udenlandske film i 1989 (efter nominering i to hovedkategorier). Blandt de øvrige danske film, der har været nomineret i hovedkategorierne er Jagten af Thomas Vinterberg (2013), Festen af Thomas Vinterberg (2000) og Pelle Erobreren af Bille August (1990).
Ved prisuddelingen i 2014 var Joshua Oppenheimers danskproducerede film The Act of Killing om folkemordet i Indonesien nomineret i to kategorier (bedste udenlandske film samt bedste dokumentarfilm), og filmen modtog en BAFTA Award som bedste dokumentarfilm.
Derudover har Niels Arden Oplev og Søren Stærmoses svensk producerede film Mænd der hader kvinder modtaget en BAFTA Award som bedste udenlandske film i 2011.